# 蒲家湾汉阙
蒲家湾汉阙（攔水橋無銘闕）四川省达州市渠县土溪镇汉亭村。現僅存東闕。子闕和西闕均不存在。該闕由五層石料砌成，高3.92米。第一、第二層為闕身，高2.35、寬1.08、厚0.70米。闕身正面上端浮雕展翅朱雀，西側刻含系璧之帶的龍。第三層四周皆刻頭拱，四角各刻一角神，正面中間刻獸頭。第四層後面左側刻一枝六葉，右側刻兩枝三蕊花卉。第五層是闕頂。其餘還刻人物，獸鳥圖案，表現手法和內容與沈府君闕相似。按其風格晚於沈闕，為東漢晚期建築。
1956年8月16日公佈為四川省第一批歷史及革命文物保護單位。1980年7月7日重新公佈為四川省第一批文物保護單位。2001年6月25日列為第五批全國重點文物保護單位，與馮煥闕、沈府君闕合併，并称渠縣漢闕。

## 图片

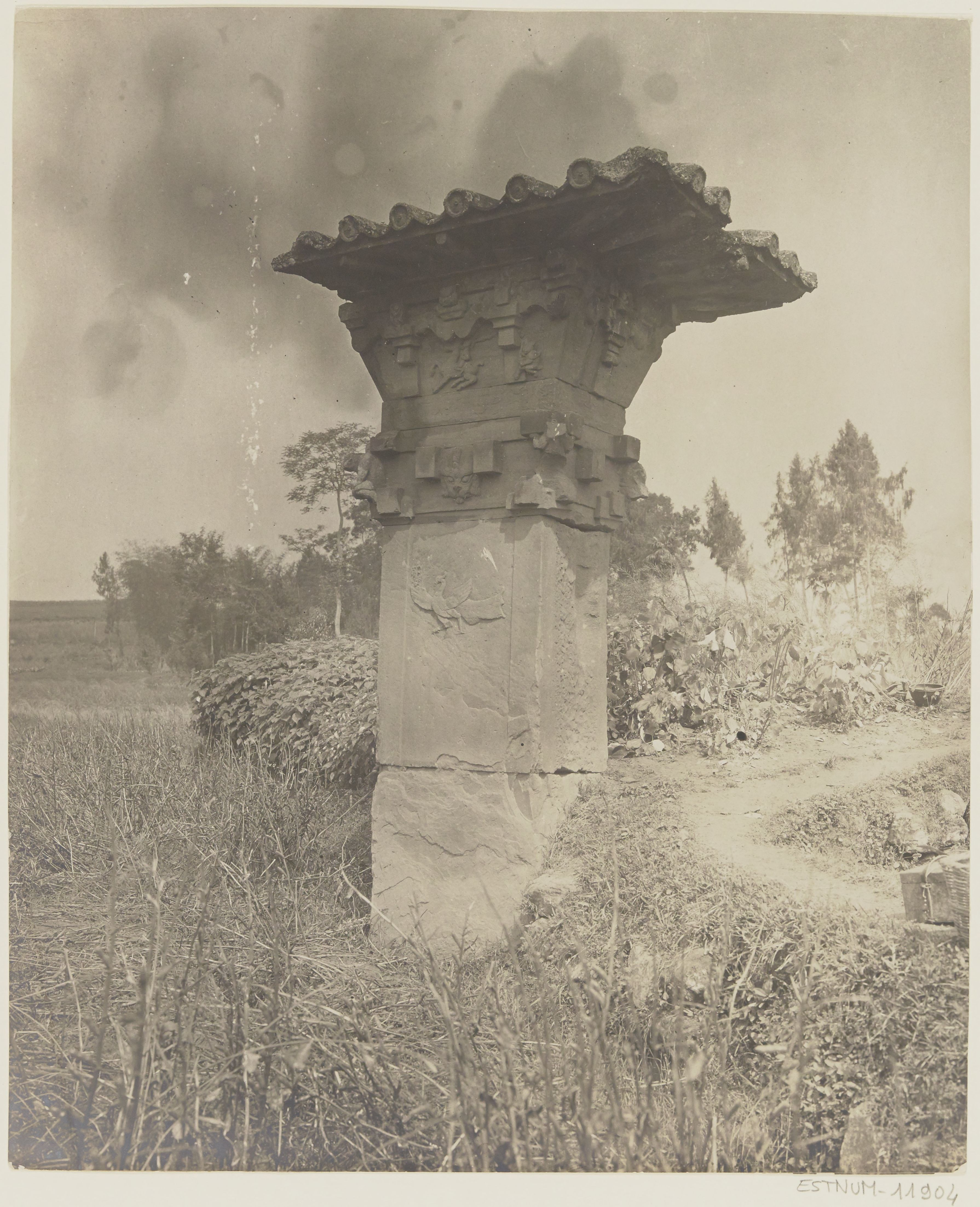
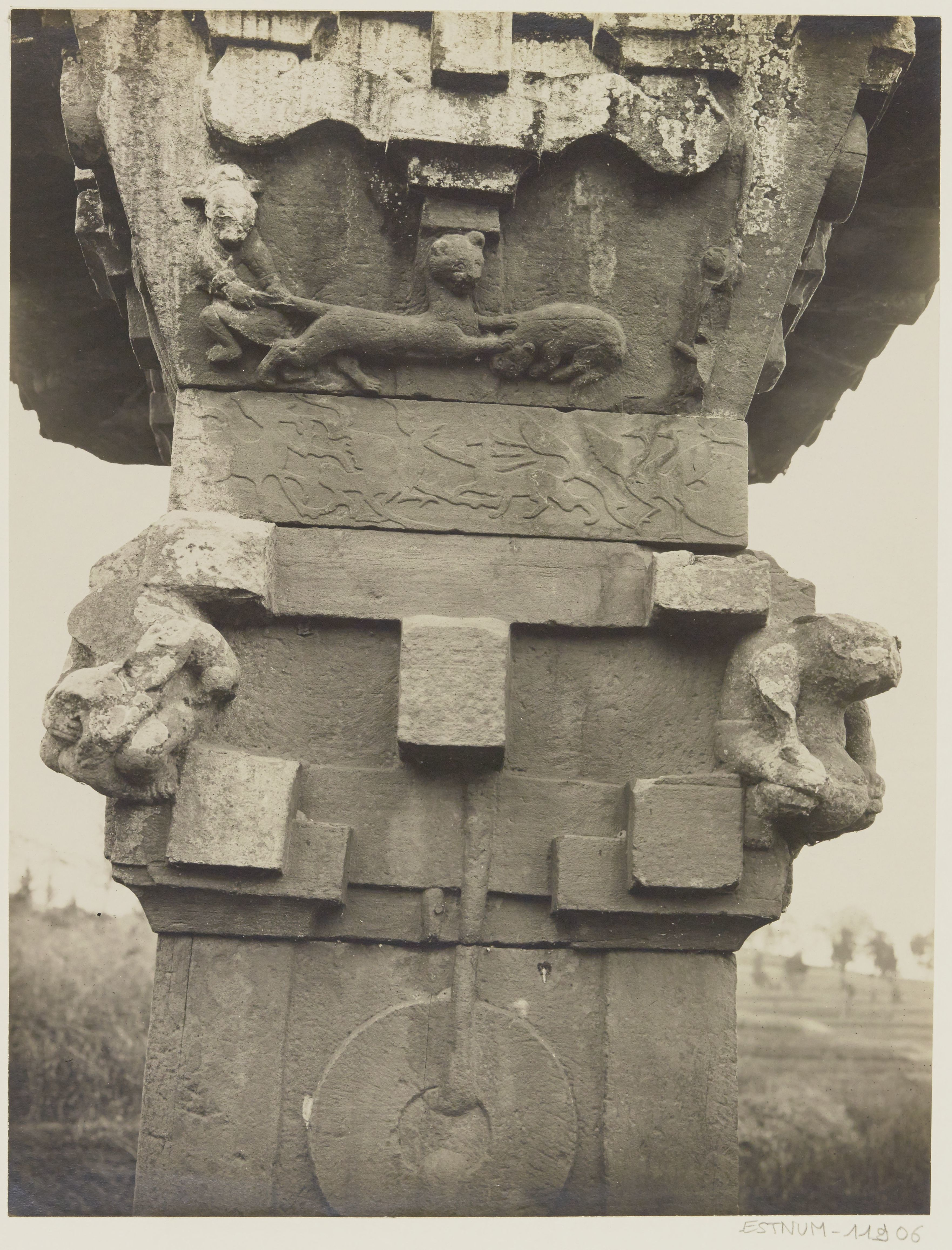